# Silicificació

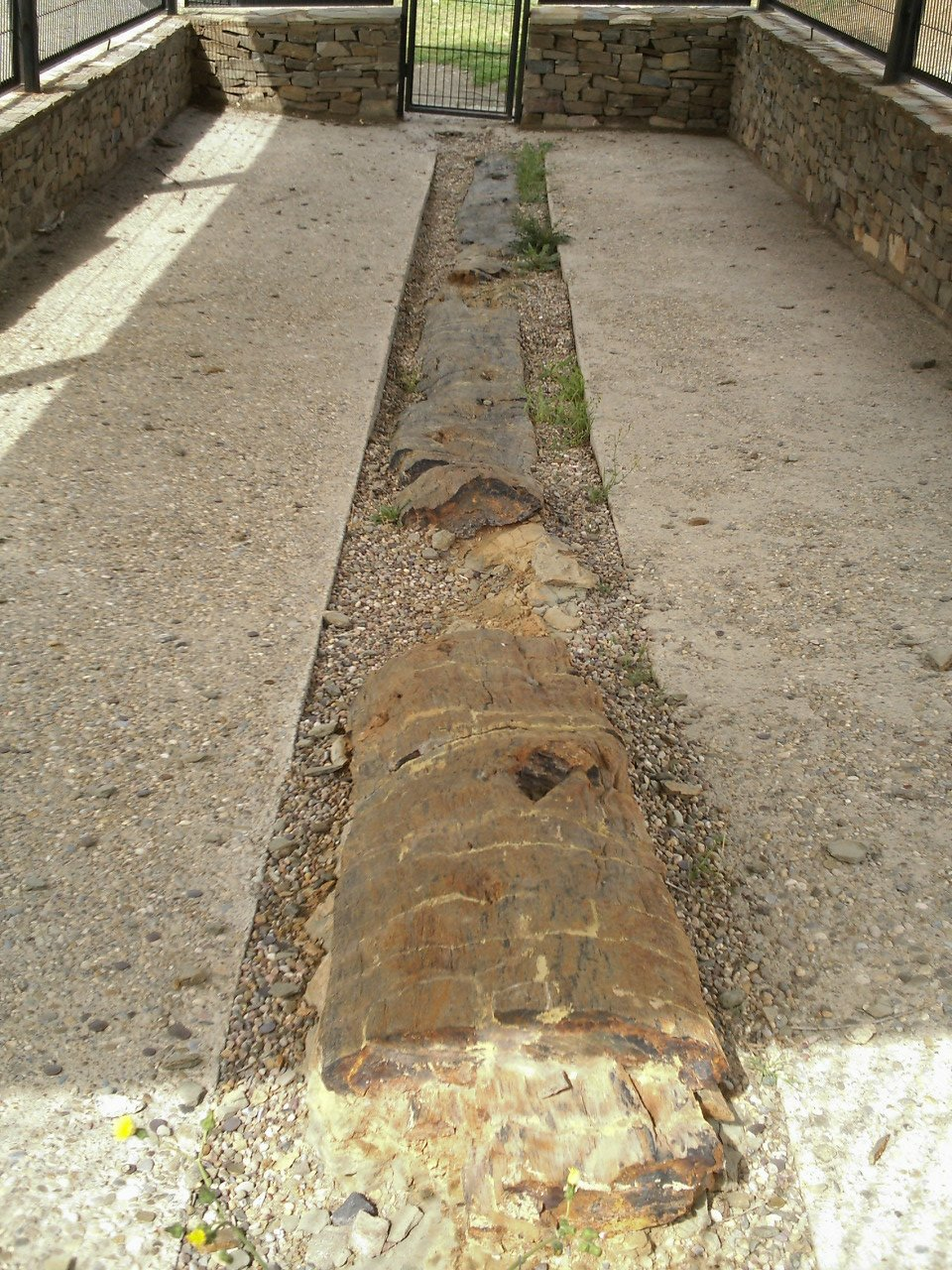

La silicificació és el procés pel qual la fusta, els ossos, les petxines i altres materials de vegades fossilitzen o petrifiquen per acció de silicats com el jaspi, el quars criptocristalí i fins i tot l'òpal.
Es pot conservar l'estructura dels teixits orgànics originals mentre es va petrificant a poc a poc (permineralizació), i pot adoptar una varietat de colors diferents. Aquesta silicificació es duu a terme prop de la superfície terrestre, on abunda la sílice en l'aigua subterrània. Encara no se sap amb certesa quins són els factors geològics que determinen si el material de substitució serà criptocristalí o bé opalí.

## Ull de tigre
L'ull de tigre és un tipus de silificació; en aquest cas les fibres de l'asbest daurat o blau han estat substituïdes per quars criptocristalí i produeixen una pedra preciosa que es poleix perquè quedi molt brillant, però conserva la seva refracció fibrosa. Això fa que una banda fina i brillant de llum tornassolada recorri la pedra en sentit perpendicular a les fibres paral·leles a mesura que es va girant. Tiger iron (ferro de tigre) és el nom que rep la bella pedra ornamental amb bandes, en el quel l'ull de tigre groc alterna amb capes de jaspi vermell i hematites gris fosca.

## Localització
Existeixen boscos fòssils en tota Amèrica del Nord, Europa i Àfrica. El més famós és el que es troba al Parc nacional del Bosc Petrificat, prop de Holbrook, a Arizona (Estats Units), on s'ha trobat petrificat un arbre de 65 m d'altura i 3 de diàmetre. A White Cliffs, a Queensland (Austràlia), s'han trobat esquelets d'animals sencers que han estat substituïts per òpal.